# Linda Liukas
Linda Liukas (nacida en 1986) es una programadora informática finlandesa, escritora infantil e instructora de programación. En 2014, su libro Hello Ruby para niños recaudó $380,000 en Kickstarter convirtiéndose en el libro para niños con más fondos de la plataforma.
En 2013, la Comisión Europea otorgó a Linda Liukas el título de "Campeona Digital de Finlandia".

## Carrera
Cuando tenía 13 años, Liukas mostró interés por crear sitios web. En 2001, hizo una página en finés sobre Al Gore, con la esperanza de mostrarle cuánto admiraba sus valores, sin mencionar su aspecto. Durante los siguientes diez años estudió filosofía, negocios, francés e ingeniería, pero mantuvo un interés en la programación. Cuando tenía 23 años, una vez más se interesó en la web. Ella cofundó Rails Girls, un sitio diseñado para ayudar a las mujeres a aprender programación básica. Gracias a su participación, el enfoque se ha convertido en un éxito mundial y ha llevado a talleres en más de 160 ciudades, leading to workshops in over 160 cities. Liukas también trabaja con la plataforma de capacitación en línea Codecademy que ofrece cursos gratuitos.
Liukas también aprendió a aprender el lenguaje de programación Ruby pero se encontró con una serie de dificultades. Lo resolvió haciendo dibujos con un niña llamada Ruby: "Cada vez que me encontraba con un problema que no entendía, pensaba ¿cómo podría Ruby explicar esto? Inicialmente, Ruby era un línea lateral creada por Liukas para dibujar bocetos de la niña pelirroja que se encontraba con un leopardo de las nieves o resolvía problemas con pingüinos y robots verdes. Cuando Liukas mostró su acercamiento a sus amigos, la animaron a publicar sus ilustraciones y explicaciones en forma de libro. Después de una serie de revisiones y mejoras, el libro fue programado para su publicación el 6 de octubre de 2015.

## Clientes
- Nokia Networks (FIN), Schibsted (NO), Gemalto (FR), CIO City (NE), Fujitsu (FI), Comptel (FI). Charlas para los departamentos de I+D e ingeniería como parte de la formación en liderazgo.
- Rakuten (JP), Nordic Business Forum (FI). Educación para el siglo XXI, grandes conferencias anuales.
- Wired (Reino Unido), Galería Nacional de Victoria con Telstra (Australia). Contenido más experimental, en torno a la tecnología y la creatividad.
- Departamento de Educación de Nueva York (EE.UU.), Ciudad de Estocolmo (SWE), DIDDATTICHE (IT).

## Honores
- DIA Gold. Mayor premio de diseño en China, 1M RMB 2017.
- Thinkers 20: Las mentes empresariales más brillantes del norte de Europa 2016.
- Las 50 mujeres más inspiradoras de la tecnología en Europa 2015.
- Orador joven del año en Finlandia 2015.
- Premio estatal de Finlandia a la cultura infantil 2014.
- 30 menores de 30 años en el norte de Europa 2014.
- Ruby Hero 2013.

## Temas
Estos son temas que han demostrado ser valiosos para los clientes en el pasado y sólo pretenden sugerir el rango e intereses de los oradores.
- Innovación y diseño.
- Programación e Inteligencia Artificial.
- Educación.
- Impacto en la sociedad.
- Tecnología.

## Controversia

### Campaña Kickstarter
El primer libro de Linda Liukas Hello Ruby recibió fondos de una campaña de Kickstarter en febrero de 2014. Liukas fijó una fecha estimada de entrega de agosto de 2014 para la versión para la versión de tapa dura del libro, pero esta fecha de entrega no llegó a su estimación en más de un año. Durante este tiempo, Liukas firmó un contrato de libro con Macmillan para publicar y distribuir el libro. El mismo día en que los patrocinadores de Kickstarter finalmente recibieron sus libros, el público en general pudo comprar el mismo libro en Amazon por menos de la mitad del precio que pagaron los patrocinadores de Kickstarter. Muchos de los patrocinadores de Kickstarter se sintieron traicionados por Liukas.